# Jo Mi-ryeong
Jo Mi-ryeong (nascida em 4 de fevereiro de 1929) é uma atriz sul-coreana. É natural da província de Gyeongsang do Sul.